# Lamieae
Lamieae Coss. & Germ., 1845 è una tribù di piante Spermatofite Dicotiledoni appartenenti alla famiglia delle Lamiaceae (ordine delle Lamiales).

## Etimologia
Il nome della tribù deriva dal suo genere più importante: Lamium. Uno dei primi studiosi dell'antichità ad usare questo nome è stato Gaio Plinio Secondo (Como, 23 – Stabia, dopo l'8 settembre 79), scrittore e naturalista latino, il quale ci indica anche una possibile etimologia: questo termine discenderebbe da un vocabolo greco ”laimos” il cui significato è “fauci – gola”. Ma potrebbe discendere anche da altre parole greche: ”lamos” (= larga cavità), oppure dal nome di una regina libica ”Làmia”. In quest'ultimo caso il collegamento esiste in quanto le mamme greche, per far star buoni i loro bambini, descrivevano questa regina come un mostro capace di ingoiarli (come del resto fa il fiore di queste piante quando un bombo entra nel tubo corollino in cerca del nettare).
Il nome scientifico della tribù è stato definito dai botanici francesi Ernest Saint-Charles Cosson (1819 – 1889) e Jacques Nicolas Ernest Germain de Saint-Pierre (1815-1882) nella pubblicazione "Flore Descriptive et Analytique des Environs de Paris: ou description des plantes qui croissent spontanément dans cette région, et de celles qui y sont généralement cultivées, accompagnée de tableaux analytiques des familles, des genres et des espéces et d'une carte des environs de Paris - 311, 324" del 22 febbraio 1845.

## Descrizione

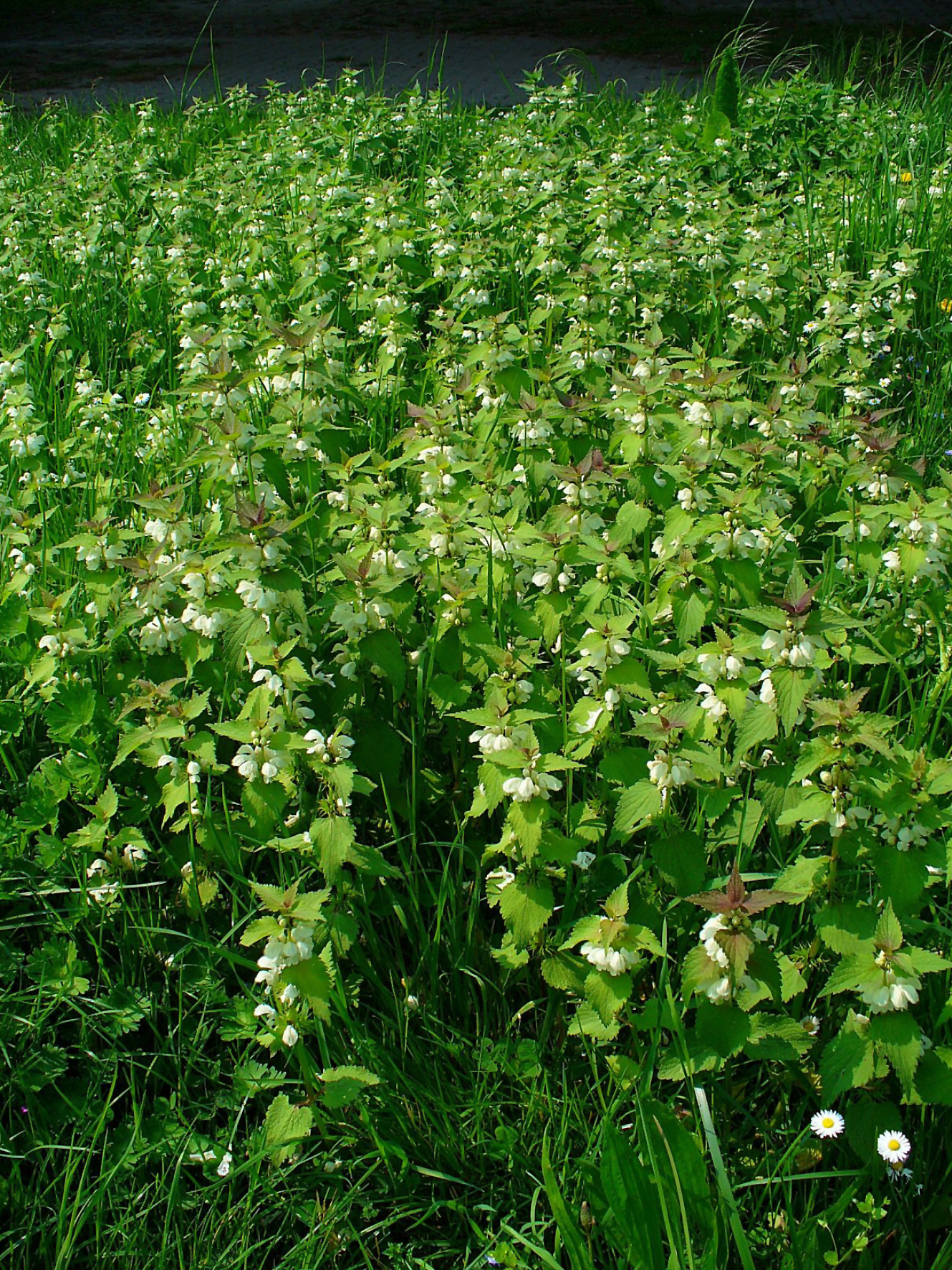
Il portamento
Lamium album

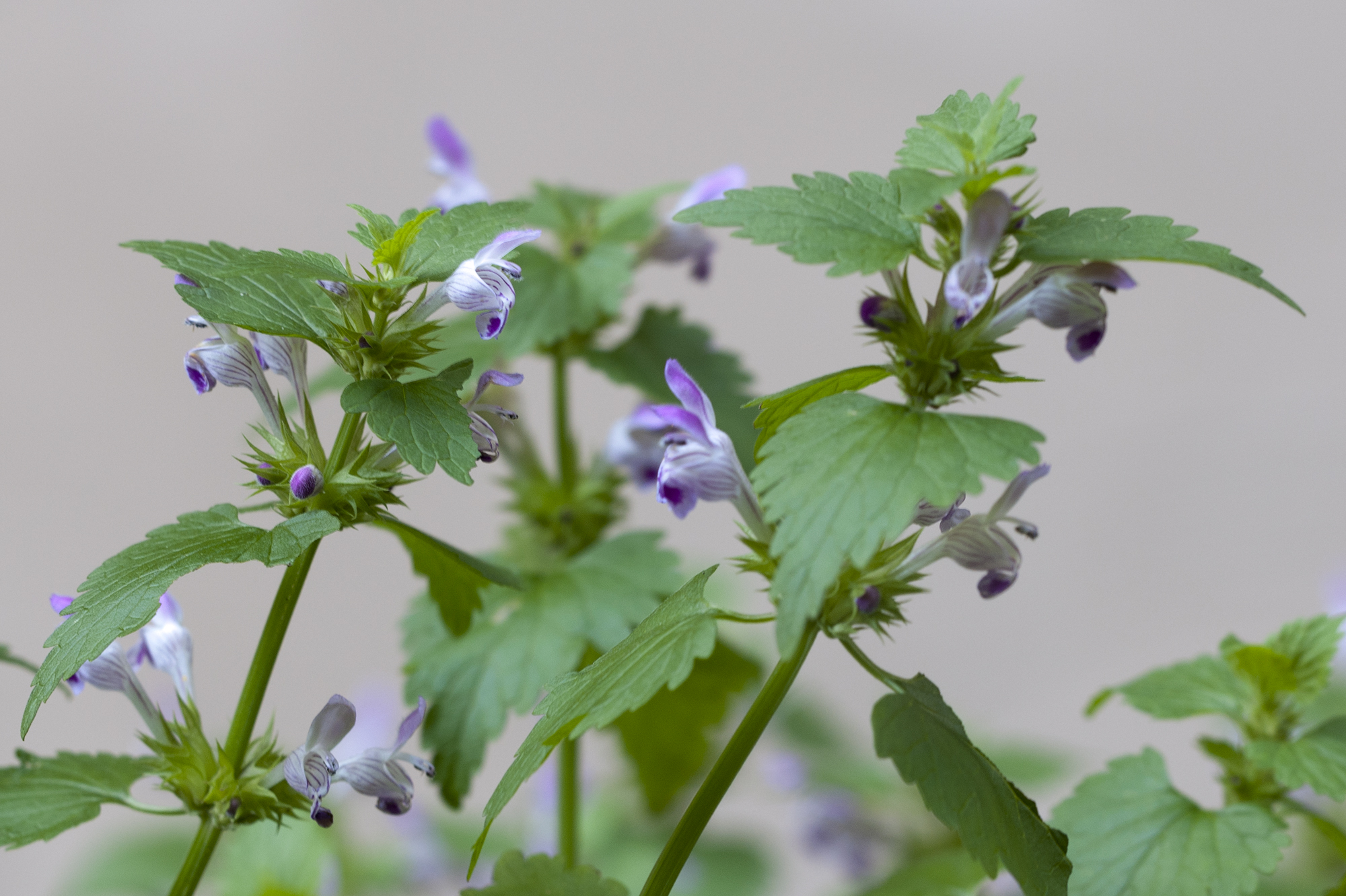
Le foglie
Lamium garganicum

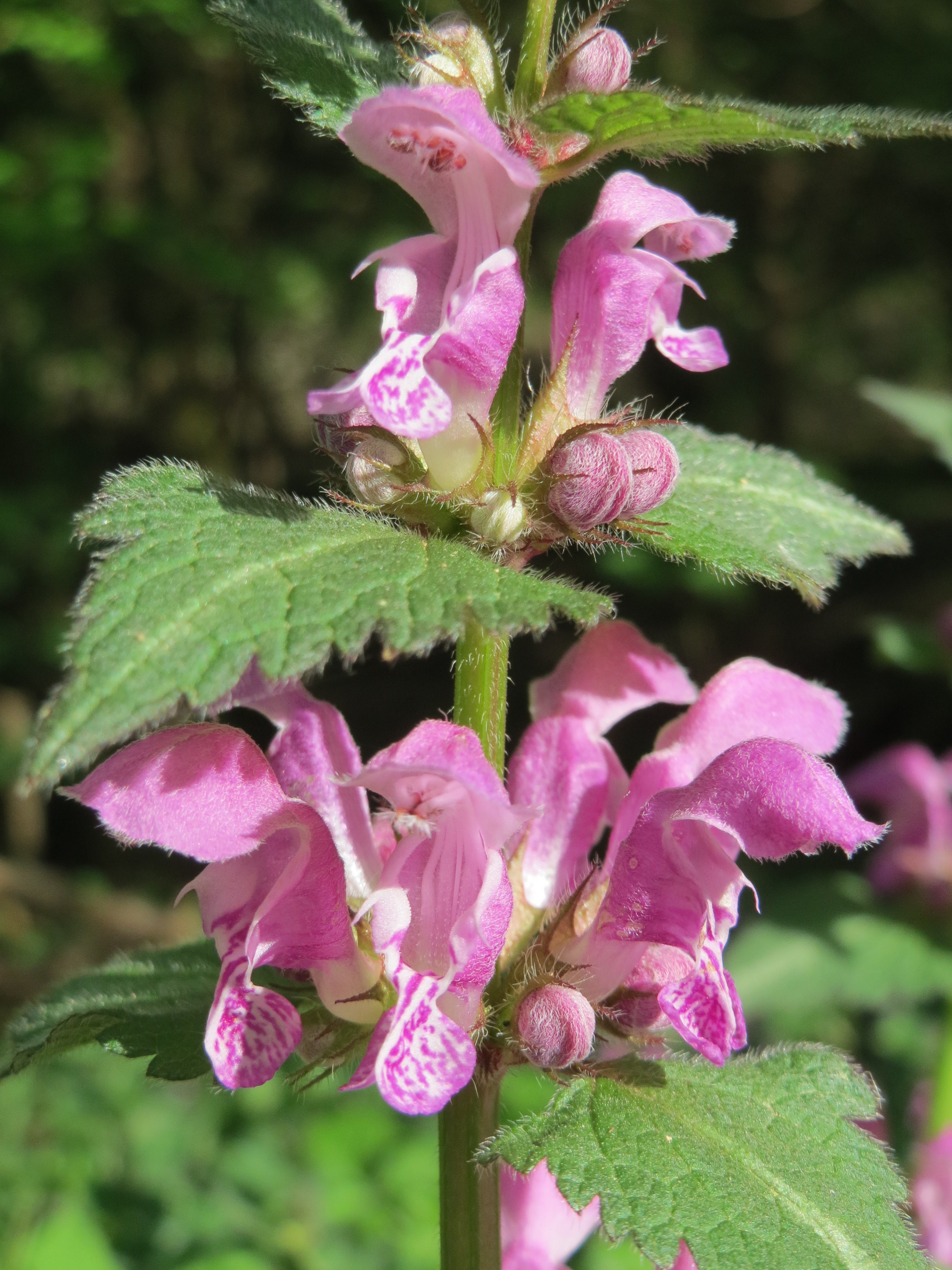
Infiorescnza
Lamium maculatum

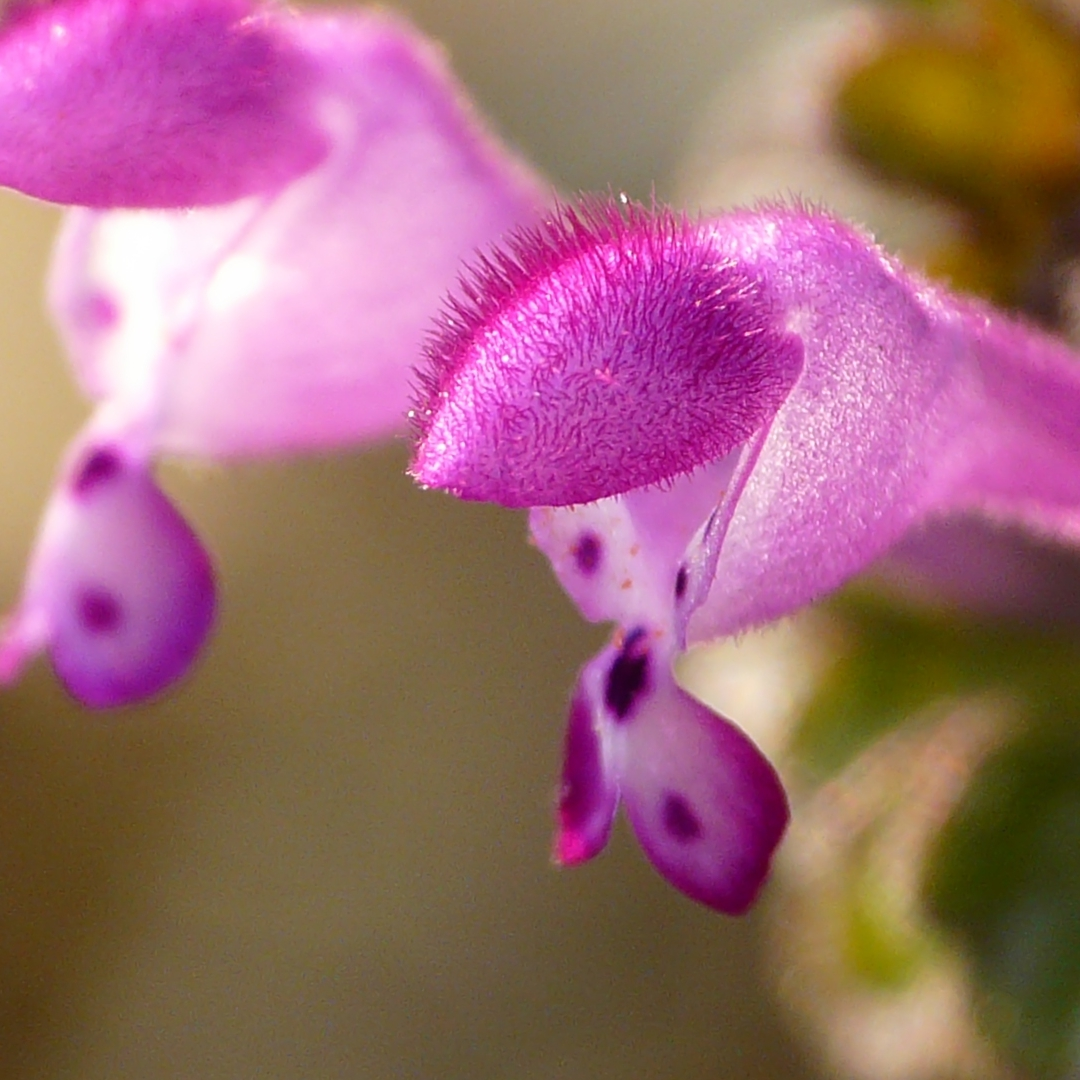
I fiori
Lamium amplexicaule

- Il portamento delle specie di questa tribù è erbaceo annuale o perenne di tipo rizomatoso o stolonifero. L'indumento è pubescente per peli semplici, oppure è tomentoso-lanoso. Il fusto in genere ha una sezione quadrangolare a causa della presenza di fasci di collenchima posti nei quattro vertici, mentre le quattro facce sono concave. Le radici possono essere anche legnose. Alcune specie sono maleodoranti (Alajja).[5][6][7][8][9]
- Le foglie sono da dentate a profondamente lobate e nella parte bassa sono picciolate. La lamina ha delle forme da lanceolate a ovate (anche ampie) e all'apice normalmente sono acuminate. Possono essere ricoperte da scaglie. Lungo il fusto sono disposte in modo opposto a due a due e sono prive di stipole.
- Le infiorescenze sono terminali di tipo tirsoide o formate da verticilli ascellari sovrapposti. Ogni verticillo è composto da più fiori disposti circolarmente poggianti su due grandi brattee fogliose (o semplicemente delle foglie) lievemente staccate dall'infiorescenza vera e propria ma comunque sub-sessili. Le brattee del verticillo seguente sono disposte in modo alternato. In alcune specie le forme delle brattee sono subulate, in altre le brattee sono spinose.
- I fiori sono ermafroditi, zigomorfi (il calice in genere è attinomorfo), tetrameri (4-ciclici), ossia con quattro verticilli (calice – corolla - androceo – gineceo) e pentameri (5-meri: la corolla e il calice sono a 5 parti). Sono inoltre omogami (autofecondanti), senza profumo (o solo un leggero aroma balsamico, però sgradevole) ma ricchi di nettare.

- Formula fiorale. Per la famiglia di queste piante viene indicata la seguente formula fiorale:

X, K (5), [C (2+3), A 2+2] G (2), (supero), drupa, 4 nucule
- Calice: il calice, normalmente gamosepalo e più o meno attinomorfo (a volte debolmente zigomorfo in Alajja), è formato da 5 lobi uguali o subuguali, diritti e lanceolati o anche triangolari e spinescenti (Stachyopsis). I lobi possono essere raggruppati variamente: 2/3, oppure 3/1 oppure 3/2 oppure 1/4 (in quest'ultimo caso il lobo posteriore è quello più corto). Il tubo del calice, a forma da tubolare a campanulata, alla fruttificazione, si gonfia lievemente. La superficie del calice ha 10 venature.

- Corolla: la corolla, gamopetala e zigomorfa, ha la forma di un tubo fortemente dilatato (anche in modo brusco) nella parte distale e termina con due evidenti labbra con 4 - 5 lobi (in genere tre riuniti e uno isolato; se i lobi sono 5 allora la struttura è 2/3). Il labbro posteriore (in realtà quello superiore) è corto o moderatamente allungato, a forma di cappuccio, con bordo intero o smarginato (a volte è anche mucronato). La corolla a volte si presenta densamente pubescente. I colori sono rosso-porpora, giallo o bianco. In genere non è presente l'anello di peli interno presente in altre specie della famiglia.

- Androceo: l'androceo possiede quattro stami didinami (quelli anteriori sono più lunghi) tutti fertili e inclusi o poco (o nulla) sporgenti dalle fauci della corolla e posizionati sotto il labbro superiore. I filamenti, sono adnati alla corolla, paralleli, diritti (sono tutti complanari) e incurvati all'innanzi; sono inoltre pelosi o glabri; in alcune specie (Eriophyton) quelli posteriori sono più spessi alla base. Le antere sono ravvicinate a coppie; sono inoltre parallele o strettamente divergenti; possono essere sia glabre (raramente) che pubescenti. Le teche sono 2 (biloculari) e poco o ben distinte; la deiscenza è logitudinale. I granuli pollinici sono del tipo tricolpato o esacolpato. Il nettario a forma di disco è ben sviluppato.

- Gineceo: l'ovario è supero formato da due carpelli saldati (ovario bicarpellare) ed è 4-loculare per la presenza di falsi setti; la forma è profondamente lobata con superficie glabra. La placentazione è assile. Gli ovuli sono 4 (uno per ogni presunto loculo), hanno un tegumento e sono tenuinucellati (con la nocella, stadio primordiale dell'ovulo, ridotta a poche cellule). Lo stilo inserito alla base dell'ovario (stilo ginobasico) è del tipo filiforme. Lo stigma è bifido con lobi subuguali o ineguali.

- Il frutto è uno schizocarpo composto da 1 - 4 nucule più o meno carnose, arrotondate o anche alate all'apice e a volte piatte e/o troncate; la superficie può essere liscia, glabra o pubescente. I frutti spesso rilasciano i semi con facilità (sono fragili).

## Riproduzione
- Impollinazione: l'impollinazione avviene tramite insetti (impollinazione entomogama).[11]
- Riproduzione: la fecondazione avviene fondamentalmente tramite l'impollinazione dei fiori (vedi sopra).
- Dispersione: i semi cadendo a terra (dopo essere stati trasportati per alcuni metri dal vento – disseminazione anemocora) sono successivamente dispersi soprattutto da insetti tipo formiche (disseminazione mirmecoria).[12]

## Distribuzione e habitat
Le specie di questa tribù hanno una distribuzione eurasiatica e sono originarie delle foreste temperate del Vecchio Mondo. Altre specie prediligono habitat alpini anche a quote elevate (Himalaya). Il centro di maggiore diversità per questo gruppo è l'Asia occidentale (in particolare la regione Irano-Turanica).

## Tassonomia
La famiglia di appartenenza della tribù (Lamiaceae), molto numerosa con circa 250 generi e quasi 7000 specie, ha il principale centro di differenziazione nel bacino del Mediterraneo e sono piante per lo più xerofile (in Brasile sono presenti anche specie arboree). Per la presenza di sostanze aromatiche, molte specie di questa famiglia sono usate in cucina come condimento, in profumeria, liquoreria e farmacia. La famiglia è suddivisa in 7 sottofamiglie; la tribù Lamieae appartiene alla sottofamiglia Lamioideae.
Alcuni Autori descrivono la specie Lamium galeobdolon (L.) L. in un genere separato (Lamiastrum) caratterizzato tra l'altro dall'avere le antere glabre, brattee spinose e i lobi del calice ineguali.

### Filogenesi

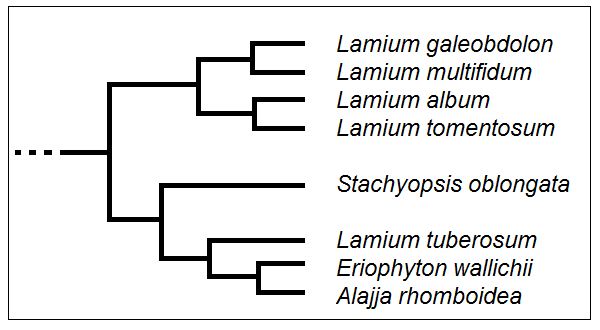
Cladogramma della tribù

Nell'ambito delle Lamioideae la tribù Lamieae si trova nel "core" della sottofamiglia e in particolare risulta "gruppo fratello" della tribù Leucadeae. La tribù Lamieae è monofiletica e risulta composta da due cladi principali: il genere Lamium s.str. (L. galeobdolon, L. multifidum, L. album e L. tomentosum) e il resto della tribù che comprende gli altri generi (Alajja, Eriophyton e Stachyopsis) e alcune specie del genere Lamium (L. tuberosum). Il genere Lamium quindi non è monofiletico. In effetti la specie L. tuberosum (insieme ad altre specie non analizzate come L. staintonii, L. nepalese e L. rhomboideum) risulta più vicina agli altri generi per la mancanza di alcuni brevi lobi laterali della corolla e la caratteristica dentatura dei lobi sempre della corolla. Inoltre il secondo clade si differenzia in quanto tutti i suoi membri (o quasi) hanno le antere pelose con peli ghiandolari (non presenti in Lamium s.str.). Il secondo clade inoltre contiene un ulteriore clade (o sottoclade) fortemente sostenuto (quello con il genere monospecifico Eriophyton, L. tuberosum e il genere Alajja) caratterizzato da fiori con grandi corolle (lunghe da 20 a 40 mm), il tubo corollino molto più lungo del calice e la mancanza dell'anello di peli interno alla corolla. "Gruppo fratello" di questo sottoclade è il genere Stachyopsis collegato morfologicamente (oltre che dai dati molecolari) per la presenza di antere pelose.
Le principali sinapomorfie della tribù sono:
- le antere pelose,
- il brusco allargamento del tubo corollino,
- le corolle pubescenti con un labbro superiore a forma di cappuccio.

Il cladogramma a lato, tratto dallo studio citato e semplificato, dimostra la struttura interna della tribù.

### Composizione della tribù
La tribù è formata da 4 generi e 48 specie:
- Alajja Ikonn, 1971 (3 specie) - Distribuzione: Asia (centrale), Afghanistan, Himalaya e Cina
- Eriophyton Benth., 1829 (Una specie: Eriophyton wallichii Benth.) - Distribuzione: Tibet, Nepal, India (zona himalayana) e Cina (Yunnan)
- Lamium L., 1753 (41 specie) - Distribuzione: Africa (settentrionale) e Eurasia
- Stachyopsis Popov & Vved., 1923 (3 specie) - Distribuzione: Asia (centrale)

### Generi/specie in Europa e Italia
In Europa (e nell'areale del Mediterraneo) è presente il genere Lamium con 21 specie, 9 delle quali (qui sotto elencate) sono presenti allo stato spontaneo sul territorio italiano:
- Lamium album L.
- Lamium amplexicaule  L.
- Lamium bifidum  Cirillo
- Lamium flexuosum  Ten.
- Lamium galeobdolon  (L.) L
- Lamium garganicum  L.
- Lamium maculatum  (L.) L.
- Lamium orvala  L.
- Lamium purpureum  L.